# Rabivere
Rabivere är en ort i Estland. Den ligger i Kohila kommun och landskapet Raplamaa, i den västra delen av landet, 40 km söder om huvudstaden Tallinn. Rabivere ligger 68 meter över havet och antalet invånare är 133.
Terrängen runt Rabivere är mycket platt. Runt Rabivere är det glesbefolkat, med 15 invånare per kvadratkilometer. Närmaste större samhälle är Kohila, 7,0 km nordost om Rabivere. I omgivningarna runt Rabivere växer i huvudsak blandskog.